# Надарейшвили, Реваз
Реваз Надарейшвили (груз. რევაზ ნადარეიშვილი, 21 июня 1991) — грузинский борец греко-римского стиля, призёр чемпионата мира.

## Биография
Реваз Надарейшвили, родился в селе Абаша Грузия в июне 1991 года. Борьбой начал заниматься в 2005 году.
Участвовал в Олимпийских играх по греко-римской борьбе среди мужчин 2016 года, но потерпел поражение на стадии 1/8 финала, проиграв борцу из Болгарии Елису Гури.
Он стал бронзовым призёром чемпионата мира по греко-римской борьбе среди мужчин 2017 года.